# Libňatov
Libňatov (deutsch Liebental) ist eine Gemeinde in Tschechien. Sie liegt vier Kilometer südlich von Úpice und gehört zum Okres Trutnov.

## Geographie

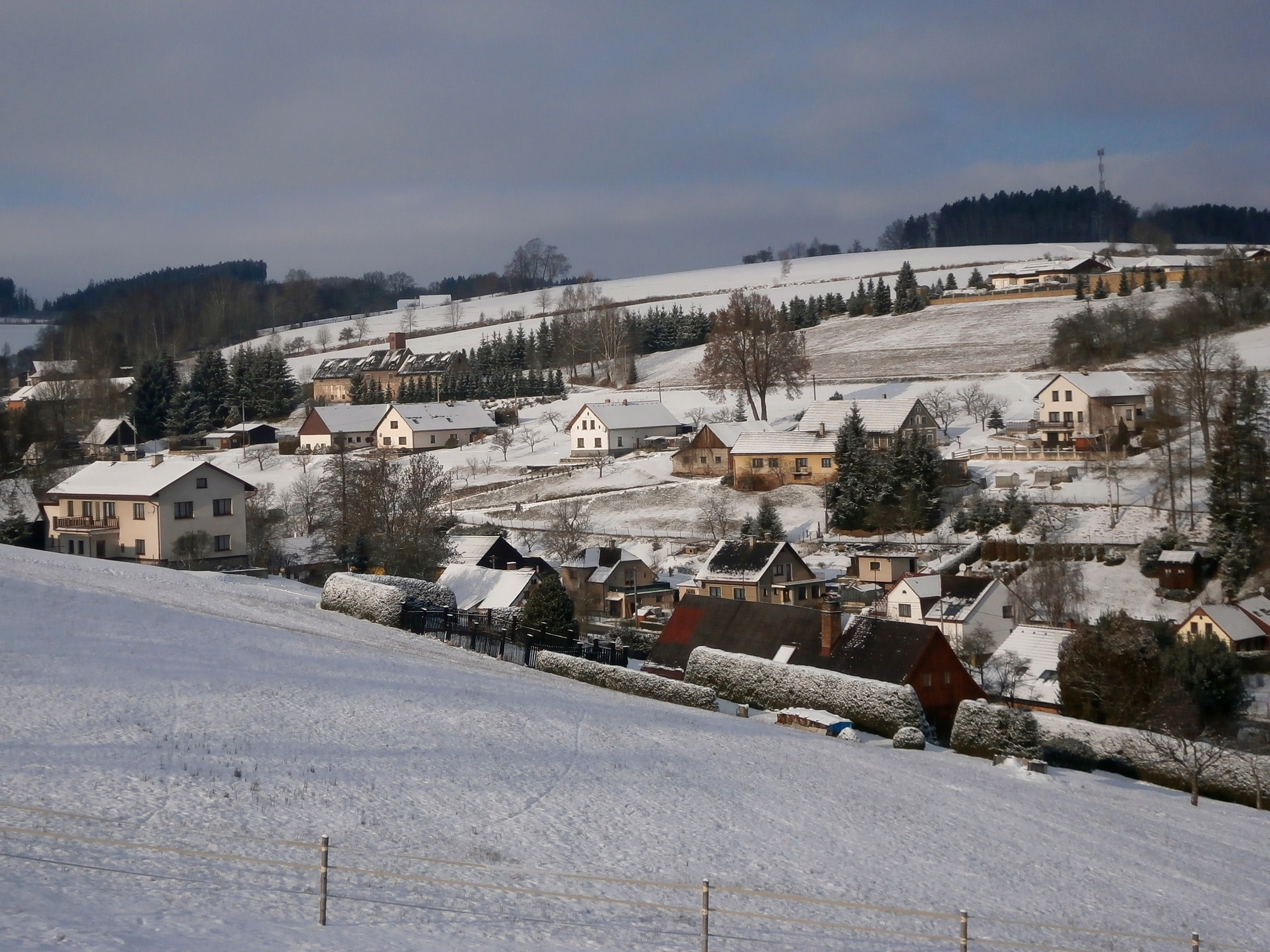
Libňatov

Libňatov erstreckt sich nordöstlich des Königreichwaldes entlang des Baches Maršovka im Riesengebirgsvorland. Südwestlich erhebt sich die Smiřická stráň (569 m).
Nachbarorte sind Radeč, Svobodné und Močidla im Norden, Popluží, Kobylinec und Havlovice im Nordosten, Muchov, Poklekov und Červený Kostelec im Osten, Šiškovna, Náchodec, Habřina, Stolín und Končiny im Südosten, Zada, Mečov, Křižanov, Posadov und Pustiny im Süden, Proruby und Komárov im Südwesten, Maršov u Úpice im Westen sowie Studenec im Nordwesten.

## Geschichte
Das Dorf entstand im 13. Jahrhundert im Zuge der Kolonisation des Königreichwaldes und wurde ursprünglich Ljubnatow genannt. Der Ortsname leitet sich von dem Personennamen Libňata ab. Zusammen mit dem heute erloschenen Dorf Výrov, das sich im Wald Vejroviny befand, gehörte Ljubnatow zu den Gütern der Riesenburg. Im Jahre 1461 verkaufte Jiřík von Chlum auf Litoboř das Freigut Libnětov mit Gericht und Kretscham sowie sechs Ruten Ackerland an Pavel von Libnětov. Nach dem Verkauf der Riesenburger Güter wurde Libňatov 1534 zur Herrschaft Nachod untertänig.
1628 bestand Libňatov aus 18 Bauerngütern und zwölf Chaluppen, 1654 waren es 16 Güter und 14 Chaluppen. Im Jahre 1738 bestand das Dorf aus 18 Gütern und 30 Chaluppen. 1773 erwarb die Herrschaft Nachod von der Herrschaft Smiřice den bewaldeten Hügel Kopna. Die daran befindliche Lehne wird noch immer als Smiřická stráň (Smiřicer Seite) bezeichnet. 1773 wurde durch den Schneider Jan Boura aus Úpice in angemieteten Räumlichkeiten der Schulunterricht aufgenommen. Auf dem Platz Ohrada entstand 1789 ein eigenes Schulhaus. Der Bauplatz erwies sich wegen seiner Nässe sehr bald als ungeeignet. Bereits 1808 musste deshalb an anderer Stelle ein neues Schulgebäude errichtet werden. An Stelle der abgebrannten Chaluppe Nr. 39 entstand 1790 die alte Mühle. 1814 wurde eine weitere Mühle erbaut. Das Freigut (Nr. 47) hatte 1848 einen Grundbesitz von 112 Scheffeln, dazu gehörten sechs Scheffel Wald und vier Scheffel Wiesenland. Die Bewohner lebten von der Landwirtschaft und des Hausweberei. Bis zur Aufhebung der Patrimonialherrschaften blieb Libňatov / Liebenthal immer nach Náchod untertänig.
Ab 1850 bildete Libňatov eine Gemeinde im Bezirk Neustadt an der Mettau. Zwischen 1855 und 1868 gehörte die Gemeinde zum Bezirk Nachod, zwischen 1868 und 1876 erneut zum Bezirk Neustadt an der Mettau und ab 1876 zum Bezirk Trautenau. Ab 1880 setzte durch die Abwanderung armer Bevölkerungsschichten, die sich als Lohnarbeiter in der Nähe von Fabriken ansiedelten, ein Bevölkerungsrückgang ein. Der zweiklassige Schulunterricht begann im November 1880. Bis 1884 waren auch die Kinder aus Maršov nach Libňatov eingeschult, wobei diese jedoch im Winter in Maršov unterrichtet wurden. 1891 bezog die Schule ein neues Gebäude. Zwischen 1861 und 1928 brachen in der Gemeinde 19 Brände aus, bei denen drei Menschen starben. Das Spritzenhaus entstand im Jahre 1907. Zwischen 1906 und 1910 erfolgte der Bau der neuen Straße von Úpice über Havlovice nach Hořičky. Zu Beginn der 1930er Jahre wurde kurzzeitig Kohle gefördert, der Bergbau wurde aber bald wieder eingestellt. Nach dem Münchner Abkommen verblieb das überwiegend tschechischsprachige Dorf bei der Tschechoslowakei und wurde dem Okres Náchod zugeschlagen. Nach Kriegsende kam die Gemeinde zum Okres Trutnov zurück.

## Gemeindegliederung

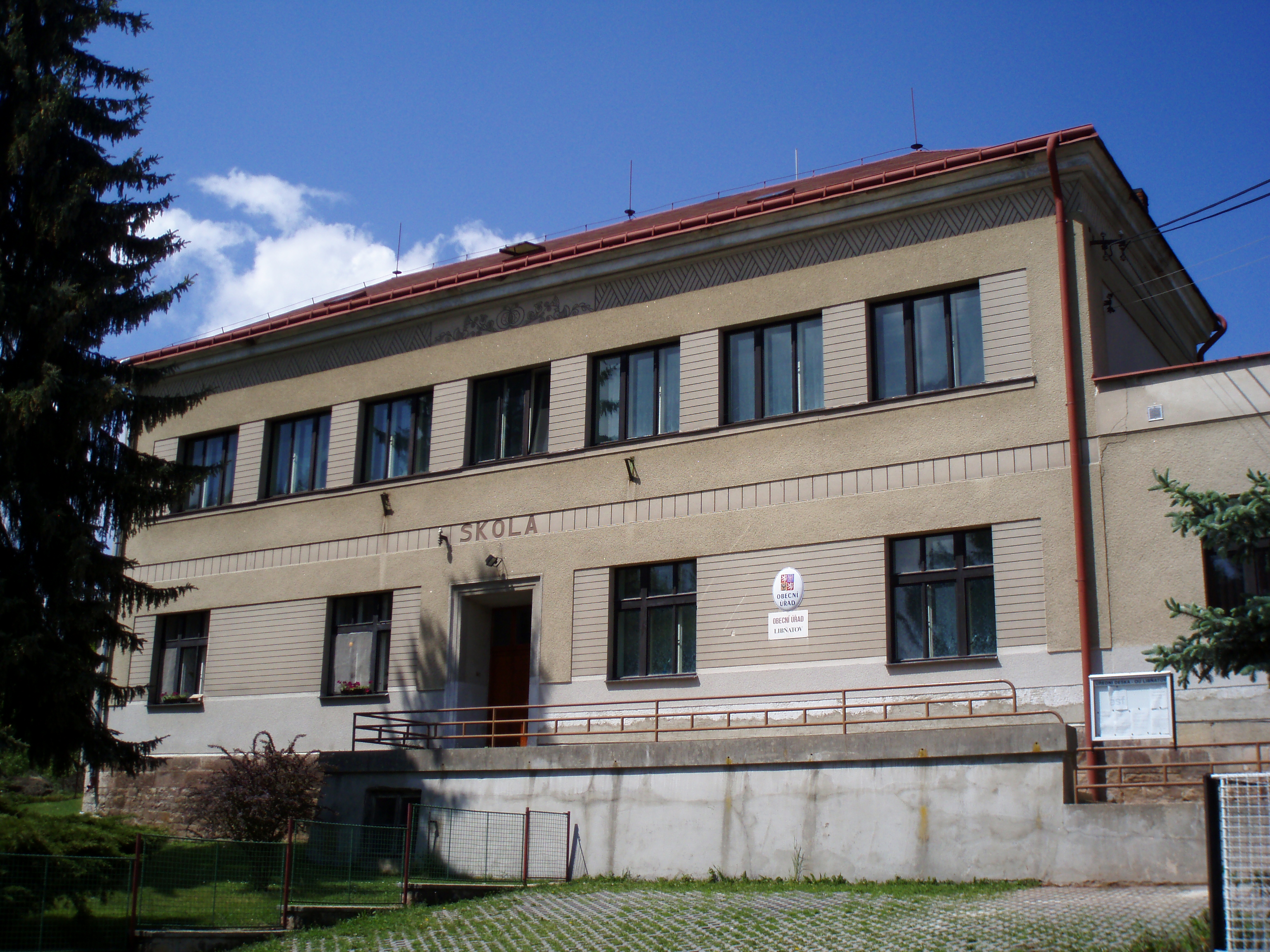
Gemeindeamt

Für die Gemeinde Libňatov sind keine Ortsteile ausgewiesen. Zu Libňatov gehören die Ansiedlung Svobodné und die Einschicht Zada.

## Sehenswürdigkeiten
- Glockenturm, erbaut 1835
- Hölzerne Mühle, errichtet 1814